# Доња Крчишта
Доња Крчишта или Доње Крчиште (алб. Kërçisht i Poshtëm) је насељено место у општини Дибер у округу Дибер, Албанија. Према попису из 1989. године било је 788 становника.
Према бугарском географу и историчару, Василу Канчову, у Доњем Крчишту је 1900. године живело 200 Словена муслимана. Српски историчар и етнограф Јован Хаџи-Васиљевић, 1924. године наводи да су Доеа Крчишта албанско муслиманско село, које је раније било словенско хришћанско. Доња и Горња Крчишта имају око 500 житеља.